# Kruis voor de Aalmoezenier tijdens de Krimoorlog

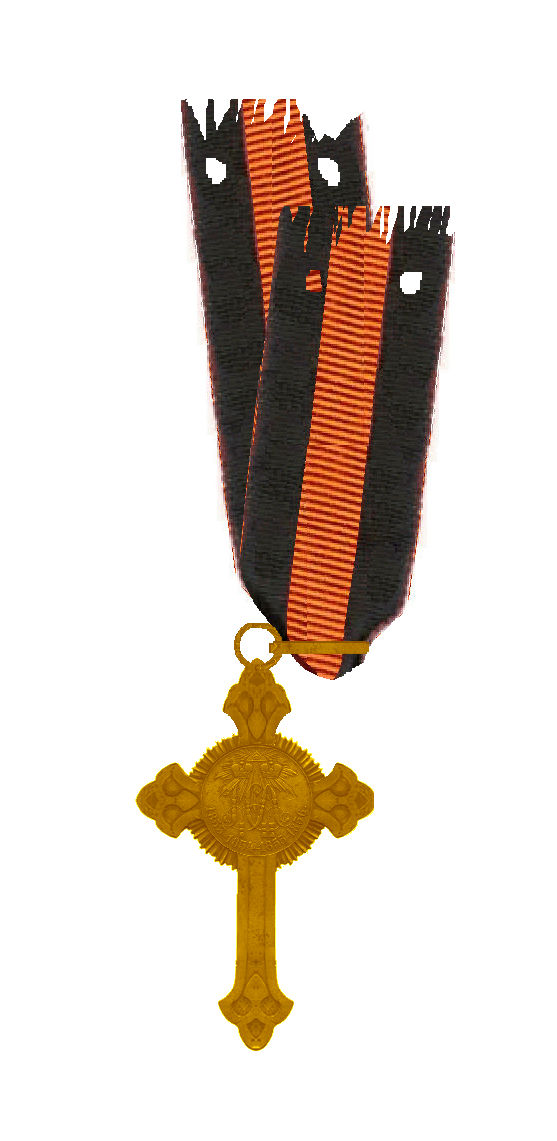
Kruis voor de Aalmoezenier tijdens de Krimoorlog 1853-1856

Het Kruis voor de Aalmoezenier tijdens de Krimoorlog was een Russische onderscheiding die na de Krimoorlog van 1853-1856 aan de met het leger optrekkende geestelijken werd uitgereikt. In een oekaze van tsaar Alexander II van 26 augustus 1856 werd de grote troost die door priesters en aalmoezeniers aan en achter het front aan militairen en burgers werd gegeven genoemd als de aanleiding om het kruis in te stellen. Het langwerpige bronzen leliekruis had in het centrum de met een stralenkrans omgeven Herinneringsmedaille aan de Krimoorlog. De onderscheiding was de opvolger van het iets eenvoudiger weergegeven Priesterkruis ter Herinnering aan de Oorlog van 1812.
Net als het eerdere kruis werd het aan een smal lint van de Orde van Sint-Vladimir om de hals gedragen.
Het kruis werd door verschillende fabrikanten geleverd en er zijn dan ook tal van uitvoeringen en afwijkende modellen bekend.